# أنطون تشيشولين
أنطون تشيشولين (27 نوفمبر 1984 بأستانة في كازاخستان - ) هو لاعب كرة قدم كازاخستاني في مركز الوسط. شارك مع منتخب كازاخستان لكرة القدم. أما مع النوادي، فقد لعب مع إف كي أتيراو وغيرسون سبور ونادي آكتوبه ونادي إيرتيش بافلودار وFC Zhenis ‏ وأوكزهيتبيس ‏.

## وصلات خارجية
- أنطون تشيشولين على موقع الاتحاد الدولي (مؤرشف)  (الإنجليزية)
- أنطون تشيشولين على موقع اتحاد تركيا (لاعب) (الإنجليزية)
- أنطون تشيشولين على موقع قاعدة بيانات كرة القدم.إي يو (الإنجليزية)
- أنطون تشيشولين على موقع ناشيونال فوتبول تيمز (الإنجليزية)
- أنطون تشيشولين على موقع Soccerway.com (الإنجليزية)
- أنطون تشيشولين على موقع عالم كرة القدم.نت (الإنجليزية)